# Philosophisch-Theologische Hochschule Benedikt XVI.

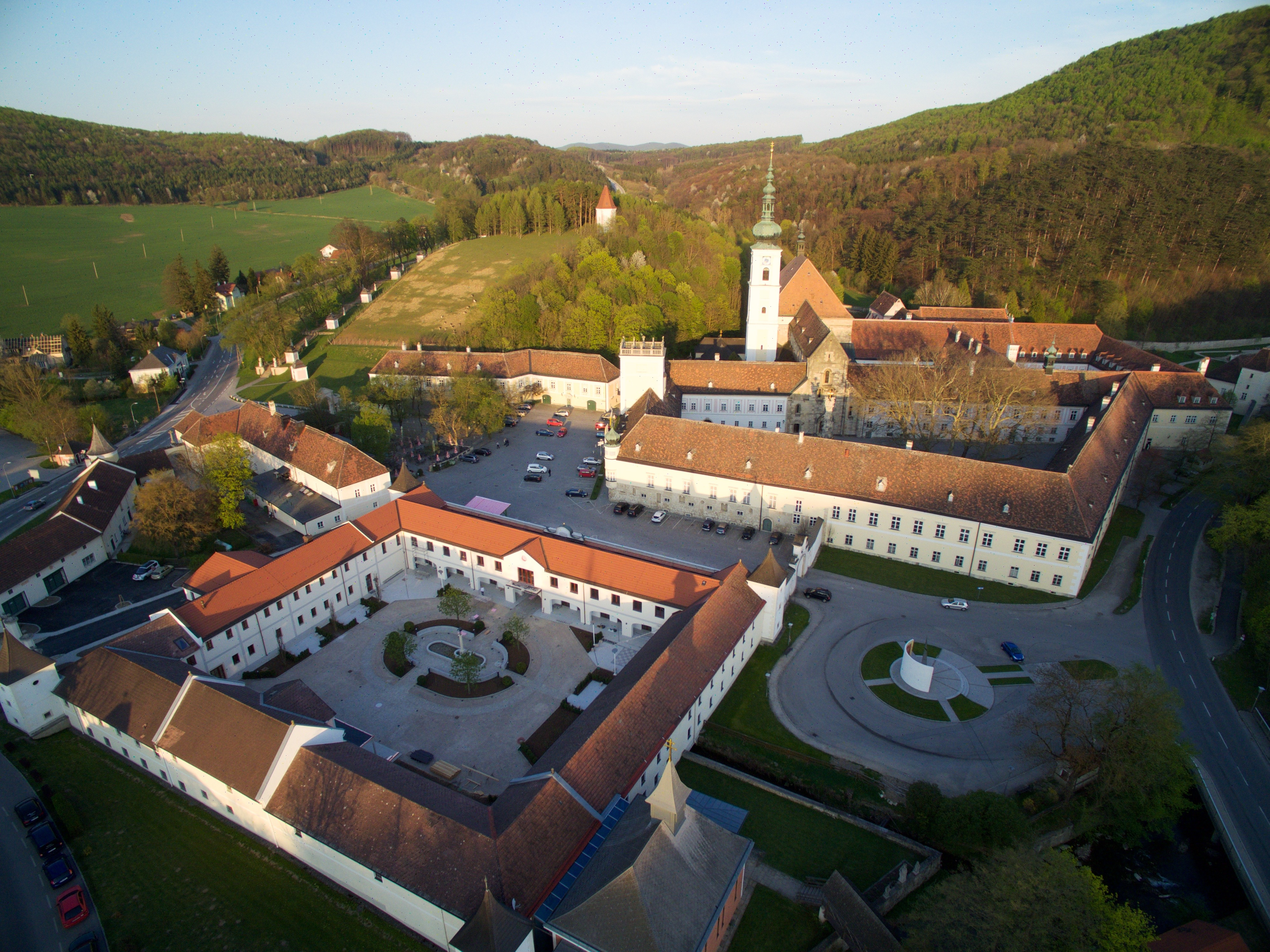
Luftaufnahme des Hochschulareals mit Stift Heiligenkreuz im Hintergrund

Die Philosophisch-Theologische Hochschule Benedikt XVI. ist eine Hochschule der römisch-katholischen Kirche im Zisterzienserkloster Stift Heiligenkreuz bei Heiligenkreuz im Wienerwald in Österreich.

## Geschichte

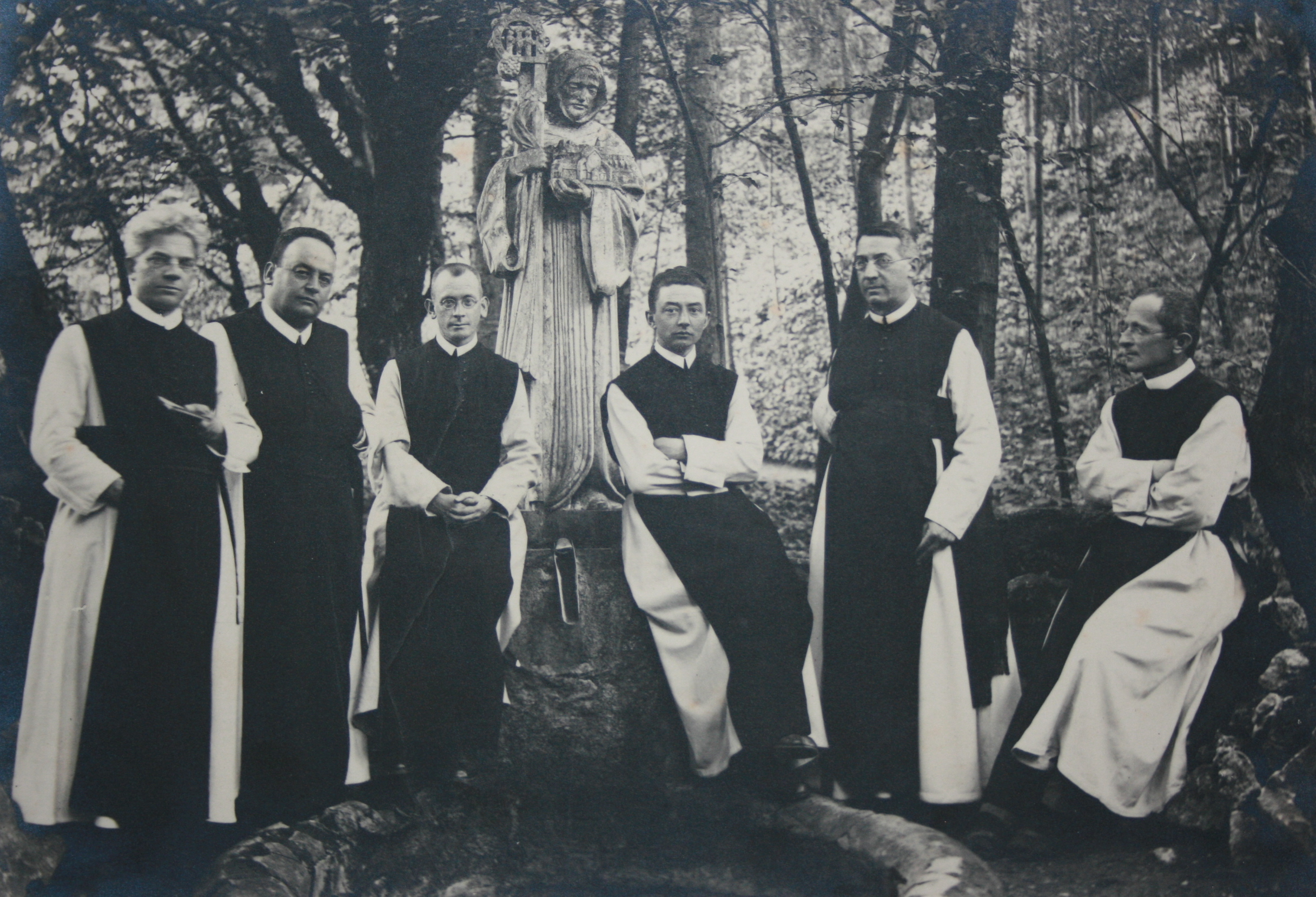
Das Professorenkollegium um 1930

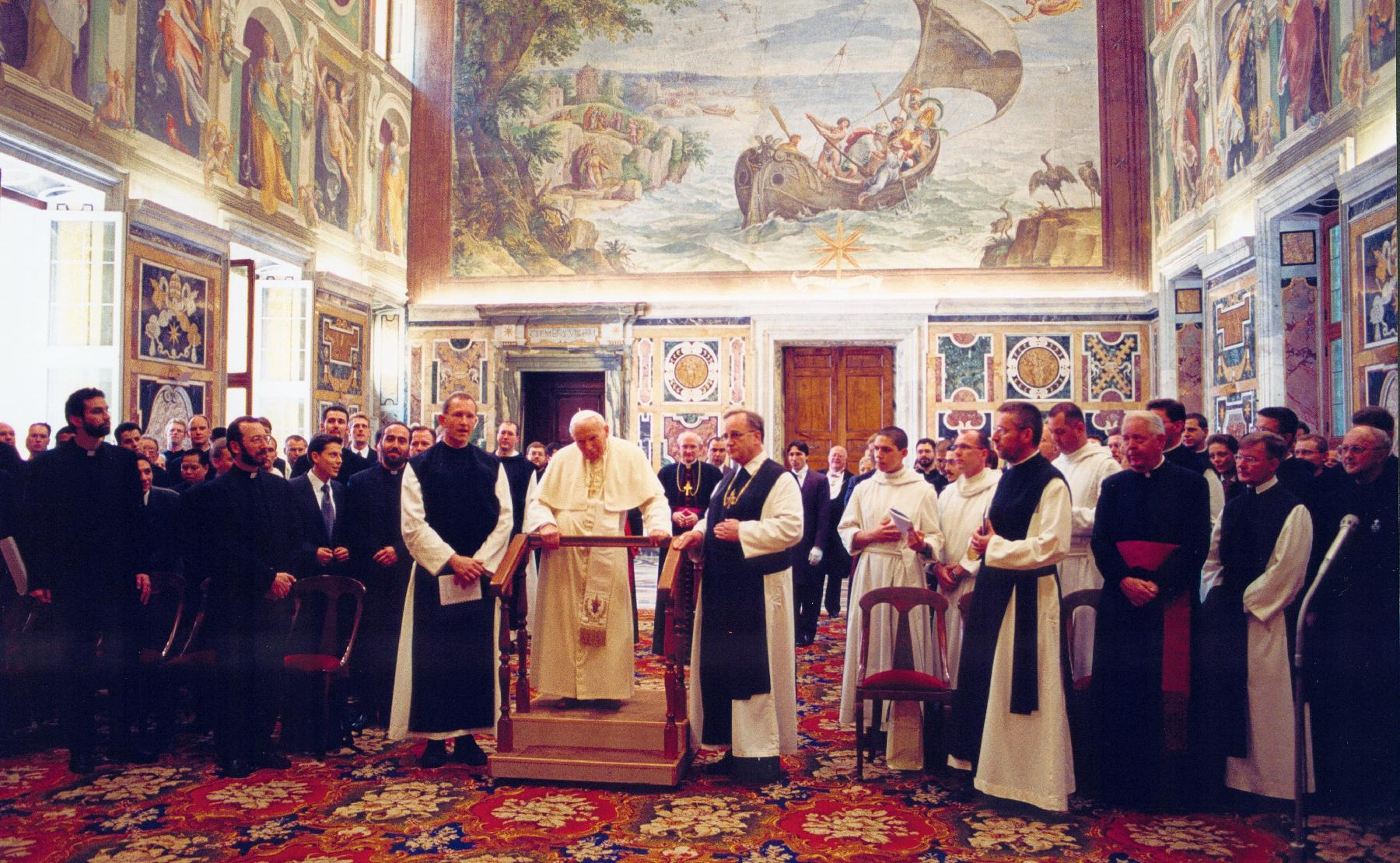
Professoren und Studenten bei einer Audienz bei Papst Johannes Paul II. in Rom (2002)

Seit 1802 gibt es im Stift Heiligenkreuz eine kirchlich und staatlich anerkannte Einrichtung für die Priesterausbildung, ein Institutum Theologicum, das zunächst für den Bedarf der vier niederösterreichischen Zisterzienserstifte Zwettl, Neukloster, Heiligenkreuz und Lilienfeld eingerichtet wurde. Im Jahr 1976 wurde sie zur Philosophisch-Theologischen Hochschule.
Die Hörerschaft in Heiligenkreuz nahm rasch zu, als das Institutum Theologicum dem Bischof von Regensburg, Rudolf Graber, in den Jahren nach dem Zweiten Vatikanum bekannt wurde. Er schickte Studenten (vor allem Spätberufene) nach Heiligenkreuz, um sie im Rahmen der Ordenshochschule, jedoch in einem Weltpriesterseminar wohnhaft, dem damaligen „Collegium Rudolphinum“ auf den Priesterberuf vorbereiten zu lassen. Bald folgten Seminaristen aus anderen Diözesen und Ordensgemeinschaften. Im Jahr 1976 erfolgte die Erhebung zur Philosophisch-Theologischen Hochschule. 2007 wurde das Priesterseminar Rudolphinum, dessen Alumnen an der Hochschule studieren, der Verantwortung des Stiftes und einer Kommission österreichischer Bischöfe unterstellt und in Leopoldinum umbenannt.
Im Jahr 2007 wurde die Hochschule von Papst Benedikt XVI. in den Rang eines päpstlichen Athenaeums (päpstliche Hochschule) erhoben. Am 9. September 2007 besuchte der Papst das Stift und die nach ihm benannte Hochschule und lobte sie wegen der dort angestrebten Verbindung von Theologie und Spiritualität als „profilierten Studienort“.
Im Oktober 2017 distanzierten sich Abt Maximilian Heim und Hochschulrektor Karl Wallner von dem in Heiligenkreuz lehrenden Gastprofessor Thomas Stark, nachdem dieser durch die Unterzeichnung einer Stellungnahme Papst Franziskus Häresie vorgeworfen hatte.

## Hochschule
Die Hochschule Heiligenkreuz verfügt nicht über das Promotions- oder Habilitationsrecht. Die Philosophisch-theologische Hochschule päpstlichen Rechtes ist vorwiegend der Ausbildung angehender Priester der römisch-katholischen Kirche gewidmet. Sie ist derzeit die einzige aktive Ordenshochschule in Österreich und die einzige Hochschule im Zisterzienserorden. Sie ermöglicht ein staatlich und kirchlich anerkanntes Studium der katholischen Theologie und ist zugleich für Ordensgeistliche mit einem Priesterseminar verbunden.
Seit 2002 ist die Hochschule auch außeruniversitär in der kirchlichen Erwachsenenbildung tätig und unterstützt das Institut St. Justinus bei der Ausbildung von Katechisten.

### Studienmöglichkeiten
- Studium Generale

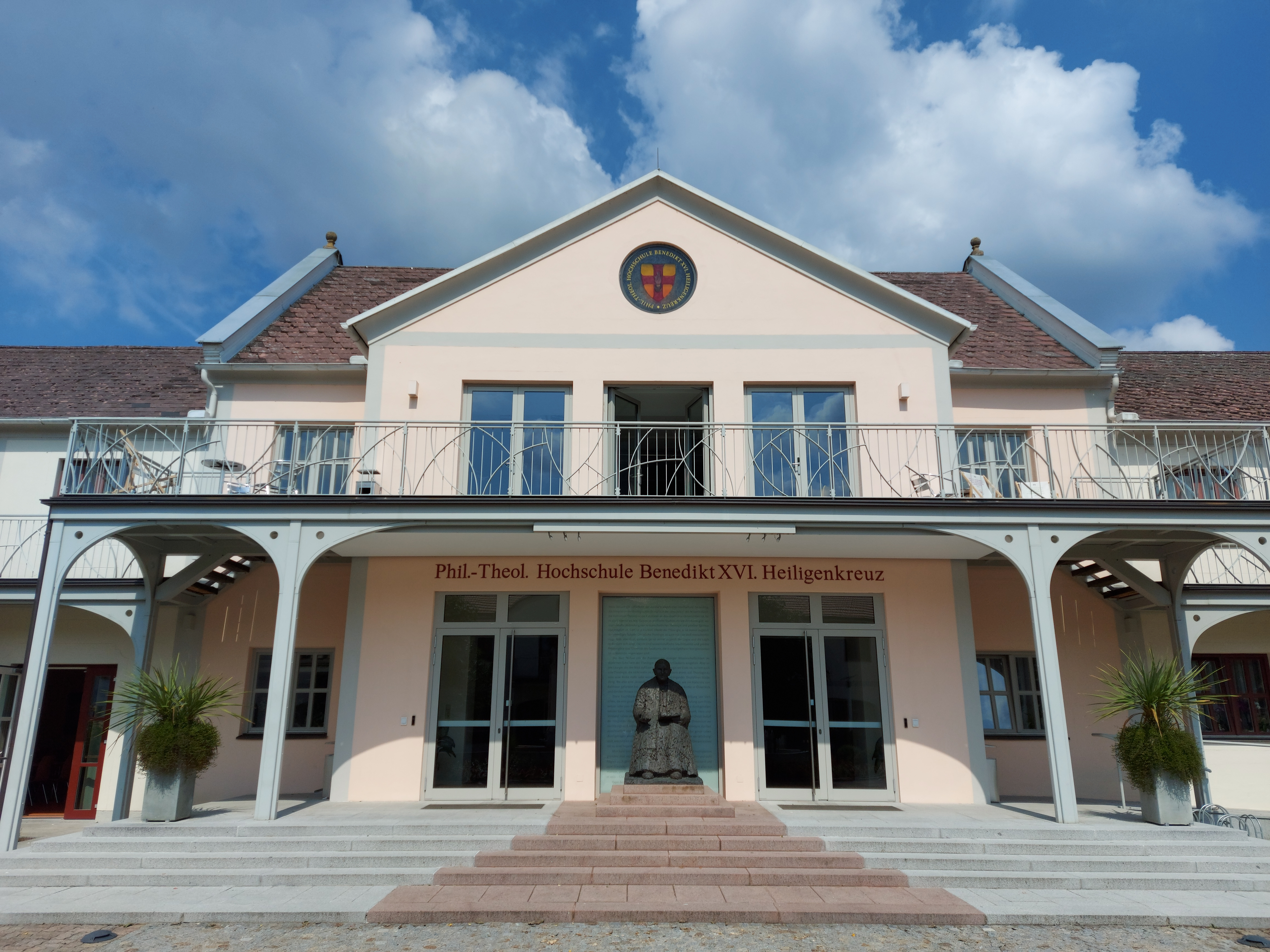
Eingang des Hauptgebäudes

- Zehnsemestriges Diplomstudium der Katholischen Theologie: Katholische Fachtheologie mit dem Abschluss Magister Theologiae.
- Zwölfsemestriges Studium im Dritten Bildungsweg für Studenten ohne Matura bzw. Abitur.
- Lizentiat „Spiritualität und Evangelisation“
- Lizentiat „Pastoral und kirchliche Medienarbeit“
- Zusatzausbildung: Theologie des Leibes
- Zusatzausbildung: Leib-Bindung-Identität

### Institute
- Institut für Philosophie
- Institut für Biblische Wissenschaften
- Institut für Kirchengeschichte und Kirchenrecht
- Institut für Pastoraltheologie, Homiletik, Katechetik und Religionspädagogik
- Institut für Moraltheologie
- Institut für Ethik und Sozialwissenschaften
- Institut für Liturgiewissenschaft und Kirchliche Musik
- Institut für Spirituelle Theologie und Religionswissenschaft
- Institut für Dogmatik und Fundamentaltheologie

Ebenso befinden sich an der Hochschule Heiligenkreuz das Europainstitut für Cistercienserforschung und das Europäische Institut für Philosophie und Religion, derzeitige Leiterin Hanna-Barbara Gerl-Falkovitz.
Das Europainstitut für Cistercienserforschung wurde 2007 anlässlich der Erhebung der Philosophisch-Theologischen Hochschule Heiligenkreuz zur Hochschule Päpstlichen Rechtes gegründet und nannte sich anfänglich Europainstitut für cisterciensische Geschichte, Spiritualität, Kunst und Liturgie. Erklärtes Ziel des Instituts ist die Bündelung, Integration und Koordination existierender deutsch- und englischsprachiger Zisterzienserforschung, ebenso wie ein eigener Beitrag zu dieser Forschung. Angestrebt wird die produktive Begegnung zwischen dem lebendigen Zisterzienserorden und  Forschern, die dem Orden nicht angehören. Besondere Aufmerksamkeit gilt dem Medium Internet (einschließlich der Encyclopædia Cisterciensis Cistopedia und der Online-Enzyklopädie Wikipedia). Institutsvorstand ist Moses Hamm.

## Leitung und Lehrkörper
Karl Wallner leitete die Hochschule von 1999 bis 2019, zunächst im Rang eines Dekans, dann als Rektor; sein Nachfolger als Rektor war Wolfgang Buchmüller (2019–2022). Buchmüllers Amtszeit wurde nicht verlängert; während seines Rektorats wurde eine außerordentliche Visitation der Hochschule vom Vatikan einberufen und durch den Kanzler der Erzdiözese Wien, Gerald Gruber, und Innsbrucker Kirchenrechtler Wilhelm Rees durchgeführt. Nachfolger wurde Wolfgang Klausnitzer, der erste Nichtzisterzienser, der mit der Leitung der Hochschule betraut wurde.
Großkanzler (lat. Magnus Cancellarius) ist der jeweils amtierende Abt von Heiligenkreuz, seit dem 10. Februar 2011 Maximilian Heim. Auch der Rektor und der Vizerektor, sowie ein großer Teil des Lehrkörpers, waren historisch Zisterzienser von Heiligenkreuz. Im Lehrkörper sind auch Ordenspriester, Ordensbrüder und -frauen anderer Ordensgemeinschaften, sowie Diözesanpriester und Laien vertreten.

### Bekannte Dozenten (Auswahl)
→ siehe auch: Hochschullehrer Hochschule Heiligenkreuz
- Markus Stephan Bugnyár
- Immo Bernhard Eberl
- Peter Egger
- Augustinus Fenz
- Rüdiger Feulner
- Johannes Hartl
- Ferdinand Holböck
- Leopold Janauschek
- Matthäus Kurz
- Franz Lackner
- Andreas Laun
- Ludger Müller
- Wilhelm Anton Neumann
- Gregor Pöck
- Robert Prantner
- Floridus Röhrig
- Friedrich Schipper
- Nivard Schlögl
- Gero P. Weishaupt
- Alois Wiesinger